# Сванадзе, Рамаз
Рамаз Мамукаевич Сванадзе (груз. რამაზ მამუკას ძე სვანაძე; 2 марта 1981) — грузинский футболист и футбольный тренер. Главный тренер молодёжной сборной Грузии. Племянник Заура Александровича Сванадзе.

## Биография

### Клубная карьера
На профессиональном уровне выступал в чемпионате Грузии с 1998 по 2005 год, сменив пять команд: ТГУ, «Динамо» Тбилиси, «Сиони», «Колхети-1913» и «Локомотив» Тбилиси. Суммарно провёл 121 матч и забил 3 гола. Также был игроком молодёжной сборной Грузии. Завершил карьеру в 2005 году из-за травмы.

### Тренерская карьера
Тренерскую карьеру начал в 2013 году в качестве ассистента главного тренера «Динамо» Тбилиси. В 2019 году возглавил юношескую сборную Грузии до 19 лет и провёл в её главе 13 матчей, выиграв 8 из них, в том числе все 3 матча, которые Грузия под его руководством провела в отборочном турнире юношеского Евро-2020. В ноябре 2020 года основная сборная Грузии должна была сыграть в финале стыковых матчей за выход на чемпионат Европы 2020 против Северной Македонии и в двух матчах Лиги наций УЕФА 2020/21. После поражение от Северной Македонии, главный тренер сборной Владимир Вайсс объявил, что покинет пост тренера после оставшихся двух матчей с Арменией и Эстонией, но после поражения от Армении, по договорённости с грузинской футбольной федерацией, Вайсс досрочно покинул расположение сборной и исполняющим обязанности главного тренера стал Рамаз Сванадзе. 18 ноября под его руководством сборная провела матч Лиги наций против Эстонии, который завершился со счётом 0:0. В 2021 году Сванадзе возглавил молодёжную сборную Грузии. 